# بورتون ريتشاردسون
بورتون ريتشاردسون (بالإنجليزية: Burton Richardson)‏ هو مذيع ‏ أمريكي، ولد في 29 سبتمبر 1949 في بورتلاند في الولايات المتحدة.

## وصلات خارجية
- بورتون ريتشاردسون على موقع IMDb (الإنجليزية)
- بورتون ريتشاردسون على موقع إن إن دي بي (الإنجليزية)
- بورتون ريتشاردسون على موقع قاعدة بيانات الفيلم (الإنجليزية)